# Crucea Domnitorului din Melicești
Crucea Domnitorului este un monument situat în satul Melicești, la 5 km distanță față de centrul comunei Telega din județul Prahova. Crucea a fost ridicată în onoarea domnitorului Carol I de Hohenzollern, care a vizitat Telega și Melicești la mijlocul anului 1866, în timpul primei sale călătorii prin România.

## Amplasament
Crucea este amplasată în poiana Prunii Mitrului de pe dealul Măceșu, una din cele mai înalte culmi pe care este așezat satul Melicești. Conform paginii web a comunei Telega, culmea ar avea altitudinea de 800 de metri, însă o măsurătoare folosind aplicația Google Earth Pro a dovedit că altitudinea reală este de aproximativ 697 m.d.m.. Pe Planurile Directoare de Tragere, publicate în prima jumătate a secolului al XX-lea, altitudinea calculată este de 718 m.d.m.
În spatele crucii se întinde o vale adâncă, iar în apropiere se află izlazul satului. De pe culmea pe care este ridicată crucea vederea este panoramică și se pot observa în plan îndepărtat Munții Bucegi, Baiului, Grohotiș, iar în plan mai apropiat depresiunea Brebului.

## Context
Aflat la începutul domniei sale în România, tânărul prinț Carol I a decis că trebuie să-și cunoască țara și a efectuat călătorii prin mai multe regiuni. La începutul lunii august 1866, prințul a pornit într-o călătorie spre Sinaia, iar de la Ploiești a fost însoțit de prefectul Theodor Constantin Văcărescu și de președintele Consiliului General de Prahova, boierul Gheorghe Grigore Cantacuzino. A vizitat ocnele de sare de la Doftana, iar apoi a urcat călare până în satul Melicești. Acolo, Carol I a fost întâmpinat de mai mulți țărani conduși de fruntașul satului, Tănase Cosmineanu, iar aceștia, încântați de vizita domnitorului, au întins o masă sărbătorească pe înălțimea numită Prunii Mitrului, Carol I făcându-le cinstea de a mânca împreună cu ei. Nu există date istorice care să confirme acest lucru, dar o legendă foarte răspândită la nivel local spune că domnitorul a fost încântat de peisajul împădurit al zonei și s-a gândit să cumpere terenuri pentru a ridica un mic castel de vânătoare, însă moșnenii din Melicești, care dețineau urice din vechime întărindu-le drepturile de țărani liberi, ar fi refuzat să-i vândă pământ. Legenda mai afirmă că la plecare calul domnitorului a pierdut o potcoavă și a început să șchiopăteze, fapt considerat un semn rău de Carol I, care a ales astfel să-și construiască la Sinaia castelul dorit.
Profesorii de istorie Mihai și Florin Cosmineanu, originari din Melicești, consideră totuși că ideea lui Carol I de a construi un castel de vânătoare a fost una reală și nu o legendă, și au adus ca argument prezența în apropiere a urmelor unor foraje pentru a se descoperi apă, care ar fi fost necesară funcționării clădirii. Cei doi susțin că tocmai lipsa apei a dus la abandonarea ideii construirii castelului în localitate.

## Caracteristici

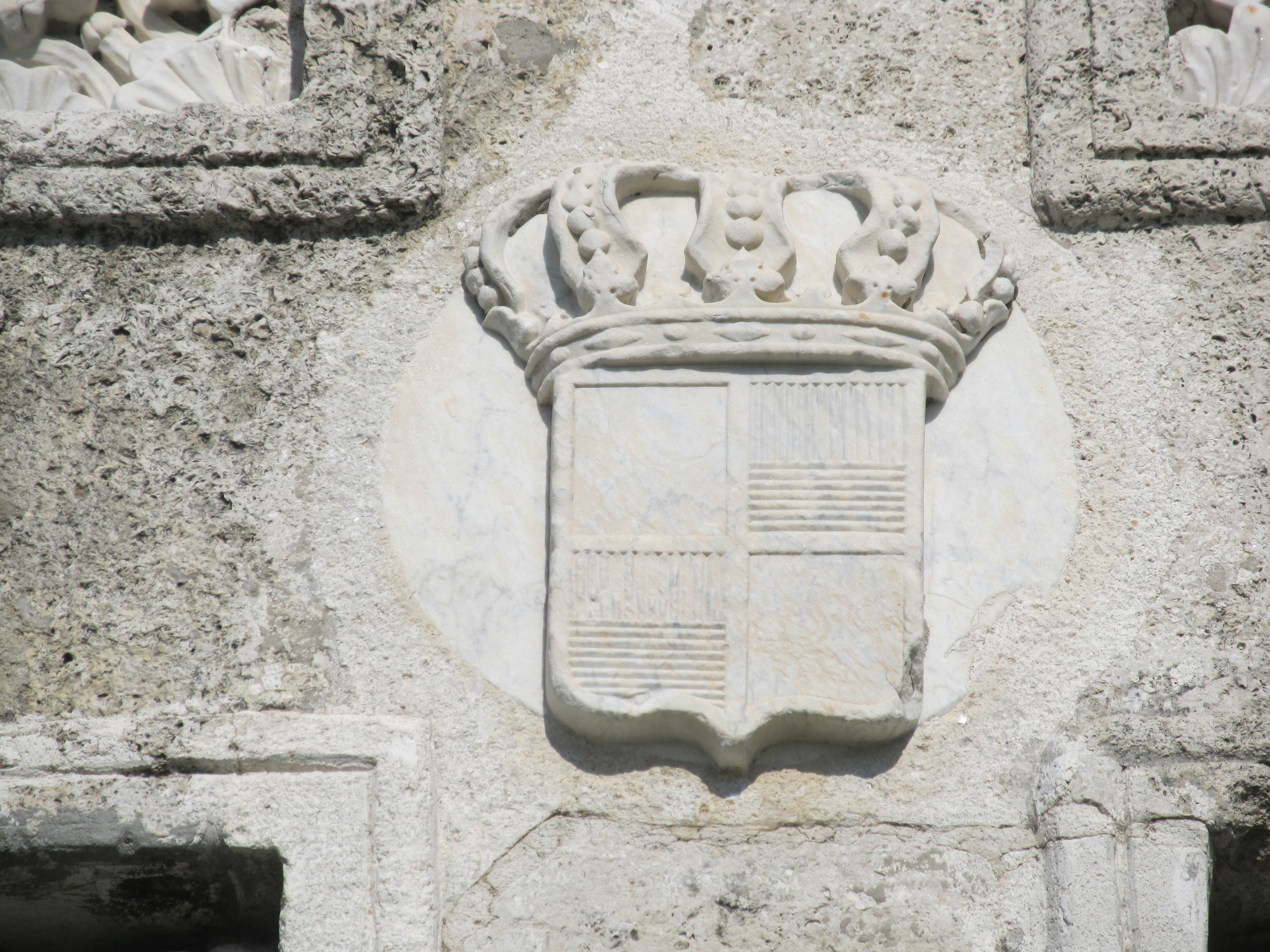
Medalionul Casei de Hohenzollern.

Crucea propriu-zisă este amplasată pe un postament realizat din lespezi din piatră cioplită așezate una peste alta, astfel încât să alcătuiască o piramidă cu trei trepte. Ultimul nivel este continuat printr-un trunchi de piramidă a cărui bază mică are dimensiunile următorului element care este așezat peste el, un soclu de formă paralelipipedică. Pe acest soclu este fixată crucea, pe care sunt montate ornamente între brațe și un capitel impozant la partea superioară.
Întregul ansamblu este orientat pe direcția vest-est și are dimensiunile de 4 m înălțime, 2 x 2 m lățime. Un articol de ziar din 1939 a exagerat înălțimea crucii la 10 m.
Ansamblul este delimitat printr-un pătrat cu latura de aproximativ 10 metri, colțurile acestuia fiind realizate prin plasarea în unghi de 90° a câte două lespezi din piatră cioplită, având dimensiuni asemănătoare cu cele care formează postamentul. Profesorul ploieștean Gheorghe Bîlgă, originar din Telega, sugerează două ipoteze:
- împrejmuirea în formă de pătrat realizată cu lespezi de piatră a fost gândită astfel încă de la început, sau:
- lespezile ar fi trebuit adăugate la postament, dar acesta ar fi devenit prea înalt, astfel că li s-a dat în schimb această destinație.

Pe partea frontală, la intersecția brațelor crucii este montat un medalion cu efigia Casei de Hohenzollern, un scut patru careuri deasupra căruia este plasată o coroană regală. Medalionul nu a fost sculptat în corpul crucii, ci separat, și a fost montat ulterior într-un orificiu de formă circulară decupat în cruce. Un orificiu similar, decupat pe partea posterioară a crucii, în aceeași poziție cu cea a
medalionului de pe partea frontală, sugerează că a existat și un al doilea medalion, care acum lipsește. Conform profesorului Bîlgă, medalionul care s-a păstrat pare a fi din marmură, ca și cele patru ornamente dintre brațe, spre deosebire de restul monumentului, care este din piatră.

## Inscripții

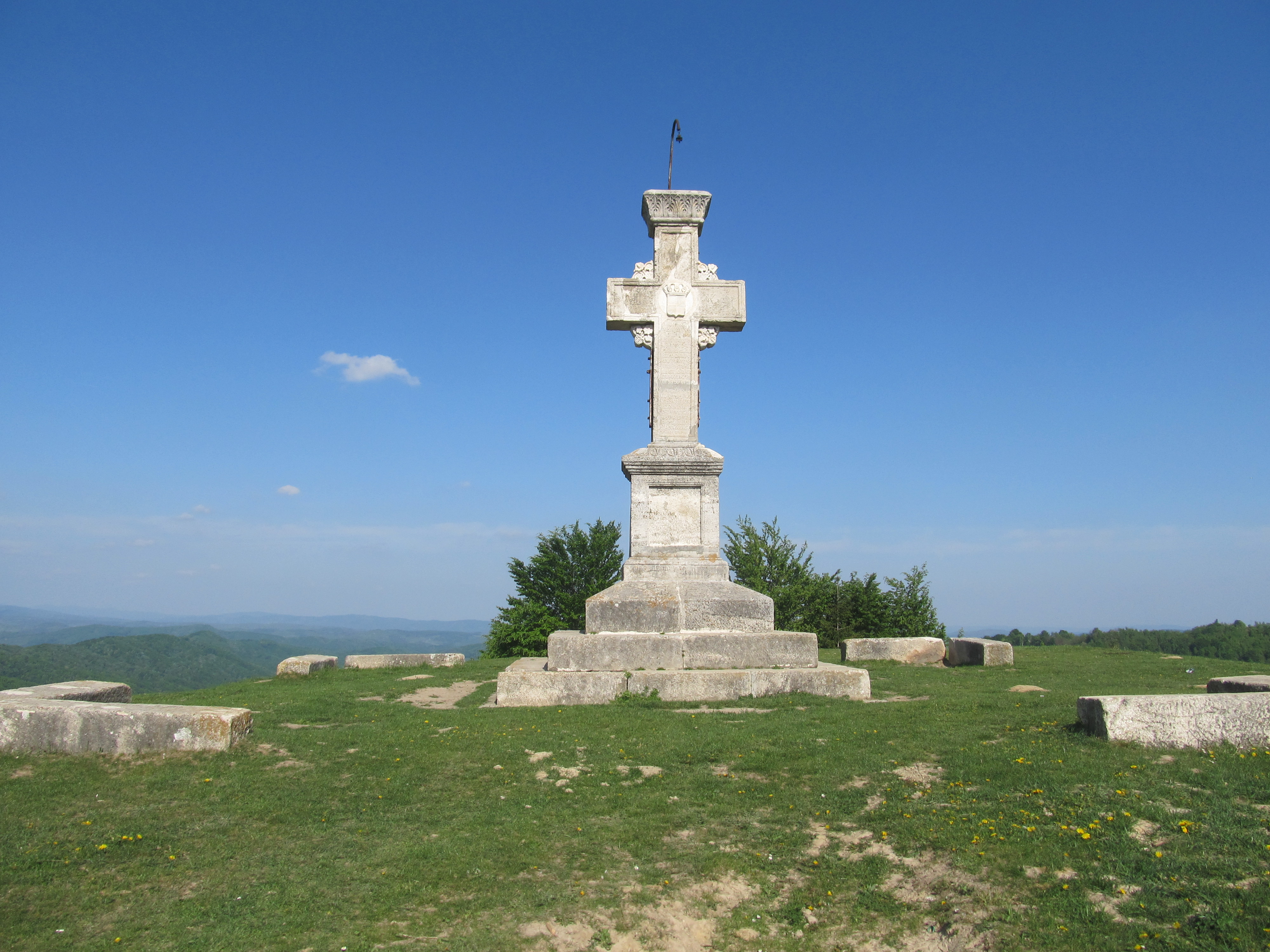
Crucea Domnitorului în mai 2013.

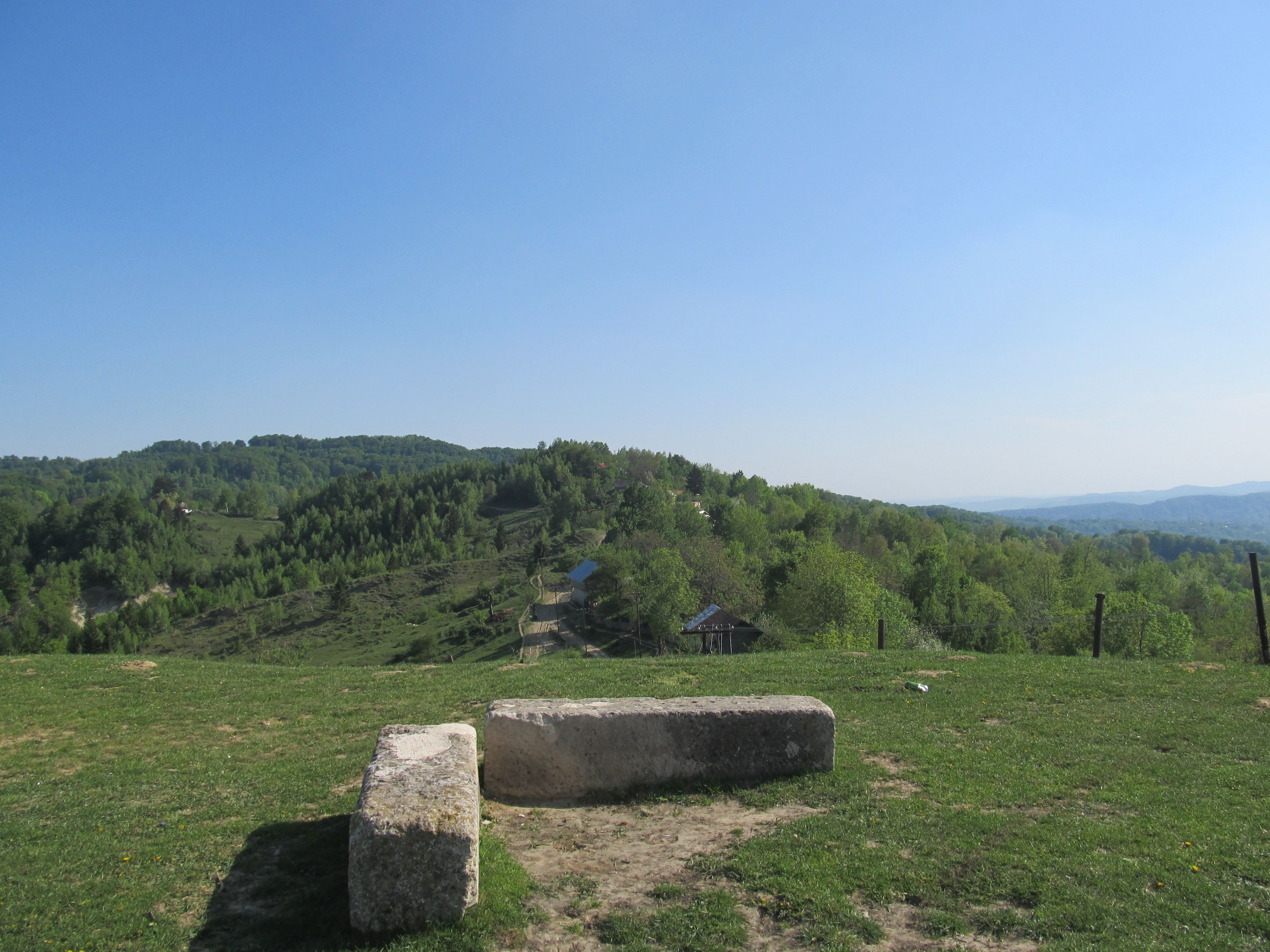
Lespezi din piatră cioplită care delimitează ansamblul. Vedere către islazul satului.

Pe cruce sunt cioplite trei inscripții. Prima, scrisă cu caractere chirilice și poziționată pe fața și pe spatele brațului orizontal al crucii este mesajul IIs.HR.NI.KA (Iisus Hristos biruiește prin cruce).
Celelalte două inscripții, realizate tot cu caractere chirilice, sunt foarte greu de descifrat din cauza trecerii timpului, a prăbușirii crucii în timpul cutremurul din 1977 și a modului cum a fost reparată în anul 2000. Textul de pe fața crucii are 21 de rânduri, dar unele din ele nu mai sunt vizibile. Crucea a căzut și s-a rupt în bucăți la cutremur, iar la reparații a fost tencuită în acel loc cu mortar. Textul de pe spatele crucii, vizibil doar parțial din același motiv, avea probabil 15 rânduri. O transcriere parțială se datorează eforturilor de studiere și descifrare a celor două texte depuse de profesorii Gheorghe Bîlgă și Gheorghe Stanciu din Breaza:
| Pe fața crucii: MULȚUMIMU ȚIE DUMNEZEU CĂ ... TU CUVÂNTULU PRO ROCULUI ISAIA VA LOCUI NORO DUL MEU ÎN CE TATEA PĂCII ȘI VA LOCUI NĂ DĂJDUINDU ȘI [5 rânduri indescifrabile] VEKU CĂCI IATĂ STĂPÂNITORIU ...TU VA ÎM PĂRĂȚI ȘI DOM NU CU JUDECA TĂ VA STĂPÂNI | Pe spatele crucii: [2 rânduri indescifrabile] CA ... LIMANUL ÎN VIJELIA (?) RÂURI LE ÎN PUSTIU ÎN SETATULUI CA UN SCAI ÎN ARȘIȚA SOA RELUI ȘI VORU VE DEA CÂMPURILE DREPTATEA LUI ... PE POTECA (?) ... CU VOIA DOMN ULUI DUMNEZEU AMIN (?) |

Și soclul este inscripționat, de data aceasta cu caractere latine, însă textul a fost marcat pe soclu după amplasarea monumentului și nu îi aparține lui Paul Focșeneanu. Din cauza trecerii timpului, nici aceste inscripții nu se mai pot distinge clar. În lucrarea „Prima vizită a Domnitorului Carol I în țară - august 1866”, istoricul Alin Daniel Ciupală din Câmpina citează o transcriere a textului realizată de profesorul originar din Melicești Mihai Cosmineanu, nepot al fruntașului Tănase Cosmineanu care l-a întâmpinat pe Carol I în 1866. Transcrierea profesorului Cosmineanu a fost realizată în timp ce crucea se afla prăbușită pe pământ, după cutremurul din 1977. Conform lui Ciupală și Cosmineanu, inscripția de pe partea frontală a soclului ar fi fost următoarea:
„Aceasta sfântu Cruce s–a ridicat spre pomenirea fericitei călătorii a Măriei Sale Domnului Românilor Carol I Principe de Hohenzollern, prin acestu județu Prahova și a trecerii în călătorie a înălțimei sale peste acestu piscu de la Melicești în ziua de 11 august 1866 mergându de la Telega la...” [Restul cuvintelor nu mai sunt vizibile]
Însă după fotografieri și încercări numeroase de mărire a luminozității și contrastului, profesorul Gheorghe Bîlgă susține că în fața cifrelor de pe cruce care menționează anul 1866 se pot distinge cu greu trei litere, „LIE”, de la luna iulie. Consultând alte documente și lucrări privind vizita domnitorului Carol I și calculând timpii normali de călătorie călare din acea perioadă, profesorul Bîlgă conchide că data la care domnitorul a vizitat Meliceștiul și care ar fi inscripționată pe cruce este 25 iulie (după calendarul iulian) / 6 august (după calendarul gregorian). Un articol publicat în numărul 246 al ziarului Universul, din 27 octombrie 1945, confirmă parțial presupunerea profesorului Bîlgă. Conform articolului, inscripția de pe cruce ar fi următoarea:
„Această sfântă Cruce s’a ridicat în timpul fericitei călătorii a Maiestății Sale Domnului României Carol I, principe de Hohenzollern, în acest județ Prahova și a trecerii în călătorie a înălțimei Sale, peste acest pisc dela Milicești, în ziua de 24 iulie 1866.”
Inscripția de pe partea posterioară a soclului nominalizează instituția care a aprobat și finanțat lucrarea, precum și arhitectul care a executat-o:
„Consiliul General al Județului Prahova, în ședința sa din 12 Novembre anul 1866, a hotărâtu în unanimitate a ridica acest monument în onoarea domnului României Carol I, dreptu semn de credință ce are pentru prea iubitul seu Domnitor întregul județu Prahova, fiind președinte al Consiliului General de Prahova George Grigore Cantacuzino, și prefect al Județului Prahova, Theodor Constantin Văcărescu. Sculptor Paul Focșeneanu.”

## Construcție și amplasare

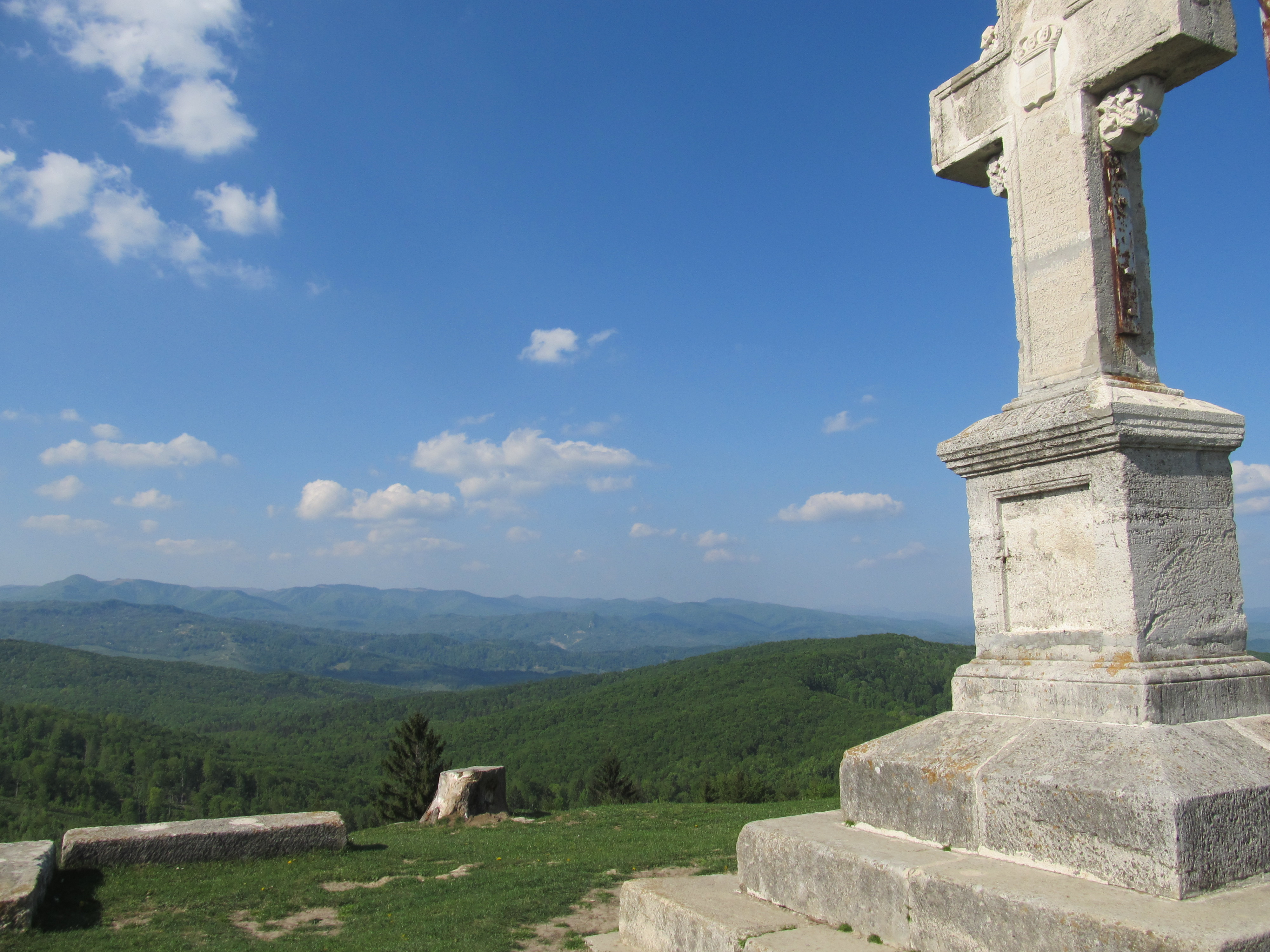
Vedere către Munții Baiului și Munții Grohotiș.

Data exactă a realizării monumentului și mai ales cea a amplasării lui la Melicești sunt și ele subiect de dezbatere. Conform inscripției de pe spatele crucii, aprobarea „în unanimitate” a ridicării acestui monument a avut loc în ședința Consiliului General al județului Prahova din 12 noiembrie 1866, iar sarcina realizării lui i-a fost încredințată tânărului arhitect Paul Focșeneanu. Nu este deci posibil ca  ansamblul crucii să fi fost realizat deja în 1866, așa cum susțin unele surse.
Arhitectul Paul Focșeneanu s-a stins din viață pe 30 septembrie 1867, iar necrologul publicat de ziarul Românul, în numărul din 6 octombrie 1867, spune următoarele:
Sâmbătă la 30 Septembre, la șése ore séra, am însocit cu inima sdrobită de o adâncă durere pe tênerul Paul Focșiănianu, artist în sculptură, la înmormêntarea sa. [...] Măria Sea Domnitoriul l'a însărcinat cu sevărșirea unui monument pe drumul Ploiescilor, și tocmai în ziua în care lucrarea era terminată, s'a terminat și viéța artistului.
Din necrolog rezultă că lucrarea a fost terminată spre sfârșitul lunii septembrie 1867, eventual chiar pe 30 septembrie. Profesorul Gheorghe Bîlgă, născut în zonă și cunoscând împrejurimile, consideră că „e puțin probabil ca ansamblul monumental Crucea Domnitorului să fi fost ridicat tot în același an. Dacă începeau ploile de toamnă, drumul devenea impracticabil, iar crucea nu se mai putea transporta. Cel mai probabil, în anul sau anii următori a fost ridicat monumentul.” Un articol publicat în numărul 6122, din 17 iulie 1928, al ziarului Viitorul, susține că monumentul „a fost ridicat în anul 1868”. Nu se cunoaște cu exactitate dacă a existat și o inaugurare oficială a crucii.

## Prăbușire și reparații
Cu timpul, monumentul a început să se degradeze. Într-o scrisoare publicată de revista Neamul Românesc, în numărul 33 din 16 august 1915, un anume V. Georgescu, „administratorul proprietăților d-r Alexiu” din Cosminele, deplângea „trista stare în care se găsește crucea”, nefiind păzită „de stricăciunile vitelor și zgîrieturile copiilor, din care cauză a ajuns în stare de ruină”. Autorul scrisorii mai menționa și faptul că „slovele de pe cruce [...] acum nu se mai pot descifra ușor de un diletant”.
Degradarea monumentului a fost discutată inclusiv la nivelul Comisiunii Monumentelor Istorice. În anuarul acesteia pentru anul 1914 se menționează, la pagina 57:
Cu privire la adresa Primăriei com. Telega, județul Prahova (No. 869/914), prin care se arată că locuitorii nu sunt stare să contribue cu suma ce li s'a cerut la restaurarea crucei din localitate, zisă a Regelui Carol, – să se trimită această adresă în copie Eforiei Spitalelor Civile, rugându-se Eforia a face numai dânsa această lucrare.
Însă în ședința din 19 februarie 1915 a Comisiunii Monumentelor Istorice, înregistrată în anuarul acesteia pentru anul 1915, la pagina 20, este citit răspunsul Eforiei Spitalelor Civile:
Cu privire la adresa Eforiei Spitalelor Civile (înreg. la no. 79), prin care arată că, neputând, în împrejurările de azi, a face cheltueli de natură specială, nu se poate angaja cu restaurarea crucei a Regelui Carol dela Telega, – să se ia act.
Crucea a fost deteriorată grav la cutremurul din 1940, dar a fost apoi destul de repede restaurată, „prin grija domnului primar Ștefan Anastasescu”. Monumentul a fost însă neglijat complet în perioada comunistă, pentru că amintea de două subiecte pe care comuniștii le combăteau: regalitatea României și religia creștină. Crucea s-a prăbușit și s-a spart în bucăți în timpul cutremurul din 1977, iar Nicolae Nedelcu, un sătean care locuia în apropiere, îndemnat de profesorul Mihai Cosmineanu, a salvat ornamentele, ascunzându-le în curtea lui.
Crucea a fost reparată și ridicată din nou abia în anul 2000, dar reparațiile s-au făcut de către personal local, fără participarea unor restauratori de specialitate, iar lucrările s-au executat în mod rudimentar: pământul a fost curățat mecanizat, cu o perie rotativă, au fost șterse slove, îmbinările au fost realizate cu beton care a acoperit și părți din inscripții, crucea a fost perforată pentru a fi sprijinită de un stâlp metalic, iar pe laterale a fost fixată în plăci dintr-un metal simplu, care ruginește.

## Mențiuni ale monumentului
Monumentul este menționat sub numele de „Crucea Regelui” la litera C, pagina 157, în Dicționarul geografic al județului Prahova, întocmit în 1897 de Paulina Brătescu și Ion Moruzi. Dicționarul precizează următoarele:
„CRUCEA REGELUI este o cruce de piétră, frumos lucrată, înălțată pe vîrful muntelui Miliceșcii, între Slănic și Telega, în semn că M. S. Carol I, Domnul Românilor, a făcut aci o mică stațiune cu ocasiunea visitărei Ocnelor în anul 1866.”
Crucea mai apare într-un articol scris de Alin Ciupală în publicația câmpineană online „Oglinda”, în lucrarea „Monumente prahovene” a lui Mihai Apostol, din 1997, sau în „Telega în felurite ipostaze”, carte din 2013 a lui Cristian Ilie. În ciuda istoriei, vechimii și calității monumentului, Crucea Domnitorului nu este încadrată ca monument de patrimoniu și nu a fost inclusă pe ultima ediție a Listei Monumentelor Istorice, publicată în 2015 de Ministerul Culturii.